# Station Dronfield
Dronfield is een spoorwegstation van National Rail in Dronfield, North East Derbyshire in Engeland. Het station is eigendom van Network Rail en wordt beheerd door Northern Rail. 